# عمرو بن مسعدة
أبو الفضل عمرو بن مسعدة بن سعيد (أو سعد) بن صول (؟ - 217هـ/832م) كاتب وأديب وشاعر من العصر العباسي، وهو المسؤول عن ديوان الرسائل في خلافة المأمون.

## سيرته
ولِدَ عمرو بن مسعدة على الأرجح في مدينة بغداد، وتاريخ ميلاده مجهول، وهو من أصول تركيَّة، وجدُّه المًسَمَّى «صول» أسلم عندما فتح سليمان بن عبد الملك مدينة جرجان، أمَّا مسعد ابن صول - وهو أبو عمرو - فقد عمل كاتباً لدى خالد بن عبد الله القسري، ثُمَّ أصبح كاتباً لدى خالد بن برمك، ثُمَّ انتقل في خدمة ديوان الوزير أبي أيوب المورياني. اكتسب عمرو من أبيه مهارته في الكتابة، فكان يعمل في شبابه كاتباً لدى جعفر بن يحيى البرمكي، ولم يعمل في ديوان الخلافة حتى وفاة الفضل بن سهل، فأصبح هو رئيس ديوان الرسائل وديوان الخاتم في خلافة المأمون. تُنسَب إليه الكثير من الحُكم البليغة، ولكنَّه لم يُؤلِّف أي مصنفات، كما تُنسَب إليه أيضاً أبيات من الشعر. تُوفِّي عمرو بن مسعدة في ربيع الآخر من عام 217هـ، عندما صحب المأمون في حربه ضُدَّ الروم، وكانت وفاته في مدينة أذنة قُربَ طرطوس.

## شعره
كان عمرو بن مسعدة شاعر مُقِل، وديوانه بالإضافة إلى قصائد أخيه تبلغ خمسين ورقة.